# Континіум (паливно-промислова група)
Континіум — холдингова компанія, яка має ряд дочірніх бізнес-структур, а також співпрацює з низкою незалежних бізнес-проектів в Україні. Створена у 1992 році Ігорем Єремеєвим та Степаном Івахівим За словами Народного депутата Ігоря Єремеєва, холдинговою компанією, станом на грудень 2012 року, володіли він, Ігор Єремеєв, а також Степан Івахів, Петро Димінський та Сергій Лагур За даними Державної податкової служби України (ДПСУ), станом на січень 2012 року до складу ФПГ «Континіум» входило 224 компанії.

## Історія
ТОВ «Континіум» було створено у 1992 році. Єремеєв Ігор Миронович, об'єднавши групу товаришів по навчанню у вузі, створив у рідному селі Острожець Рівненської області приватне підприємство «Континіум», став його директором.
У 1995 році, коли обсяги продукції значно зросли, приватне підприємство було реорганізоване в товариство з обмеженою відповідальністю «Континіум» з місцем державної реєстрації в обласному центрі Волині — місті Луцьку. Очолив його, як генеральний директор, знову ж таки Ігор Єремеєв.
Єремеєв займав посаду гендиректора до 2002 року, до свого переходу на постійну роботу до Верховної Ради. Одночасно з ним депутатом до Верховної Ради обраний його топ-менеджер Слабенко Сергій Іванович.
Важливу роль у бізнесі відіграв рідний брат Ігоря Мироновича — Єремеєв Євген Миронович, 1959 року народження, мешканець Рівного. Саме він зареєстрував та очолив у 1998 р. ВАТ «Ковельнафтопродукт» (м. Ковель), також 23 вересня 1999 року виступив засновником ТзОВ «Західна нафтова група» (м. Чернівці).
З 2002 року гендиректором був Івахів Степан Петрович, 1968 року народження, на той час — член Народної партії. Саме зусиллями Івахіва у 2002—2007 роках було створено та зареєстровано велику мережу дочірних підприємств «Континіуму».
В 2007—2013 роках генеральним директором ТзОВ «Континіум» був Корецький Сергій Федорович, який у 2013 р. став керівником «West Oil Group».
У 2013—2014 роках генеральним директором ТзОВ «Континіум» був Пивоварський Андрій Миколайович, майбутній міністр інфраструктури. Одночасно з включенням Пивоварського до складу уряду, його заступник з «Континіуму» Іван Синяков у 2014 р. став заступником директора НАК «Нафтогаз України».
13 серпня 2015 року, не приходячи до тями після падіння з коня, Єремеєв помер в Швейцарії. Покійний власник групи компаній WOG Ігор Єремеєв не встиг написати заповіт. Частку в групі «Континіум» успадкували діти Ігоря Єремеєва Роман і Софія, чому не перешкоджали інші власники групи «Континіум» (заправки WOG Ukraine) Сергій Лагур і Степан Івахів.
На той час одним з директорів «Континіуму» був Огризько Павло Васильович, 1982 року народження, уродженець села Сари Полтавської області.
До групи «Континіум» на момент смерті Ігоря Єремеєва входили такі об'єкти:
- Торговий дім Континіум-Галичина
- «Західна нафтова група»
- "Молочна компанія «Галичина»
- «Континент Нафто Трейд» (ТМ WOG)
- «Вест Ойл Груп»
- ПрАТ «Золотий екватор»

Після смерті Ігоря Єремеєва окремі відомі менеджери «Континіума» та його філій вийшли з паливного бізнесу, та перейшли у інші види бізнесу: наприклад, Чернов Микола Миколайович (1959 року народження, мешканець Луцька, колишній директор зареєстрованого 1999 року ТзОВ «Луцька база нафтопродуктів»), Машкерук Петро Олександрович (1974 року народження, мешканець с. Липини Луцького району, директор Одеської філії «Континіуму» з 2003 року), Власюк Юрій Петрович (1971 року народження, уродженець містечка Луків Турійського району, нині мешканець села Піддубці Луцького району, 2 березня 2009 р. зареєстрував у Луцьку ТзОВ «Торговий дім Волиньпродукт»), Бардась-Ткачук Раїса Ярославівна (1986 року народження, уродженка села Острожець Млинівського району, 26 травня 2016 р. зареєструвала та очолила у Луцьку ТзОВ «Волинь 24»), та інші.
У 2015 р. новим директором став Галущак Олег Ігорович, 1977 року народження, мешканець Луцька, випускник Луцького технічного університету, який перед тим короткий час був виконуючим обов'язки гендиректора, а також займав посаду фінансового директора компанії.
Засновником та бухгалтером ТзОВ «Континіум» до 2017 р. числилася Палецьких Тетяна Григорівна, 1967 року народження, жителька Луцька.
З 2017 р. новими засновниками та бенефіціарами ТзОВ «Континіум» числяться Стяглюк Тетяна Василівна (1957 року народження) та Горіна Ольга Володимирівна (1986 року народження), обидві — жительки Луцька.
З «Континіумом» було дуже тісно пов'язане ТзОВ «Энергия» у м. Донецьк (код ЄДРПОУ 30644870, зареєстровано 22 листопада 1999 року, з 2012 р. в стані припинення). Директором цього ТзОВ до 2005 року працював донецький бізнесмен Гавриленко Микола Миколайович (1969 року народження, уродженець м. Мар'їнка Донецької області), який 2005 року очолив ЗАТ «Вік-ойл», а 2015 року став гендиректором АТ «Укртранснафта». Заступниками директора ТзОВ «Энергия» у м. Донецьк до 2005 р. працювали бізнесмени Федюн Олег Володимирович (1975 року народження, мешканець Донецька), та Дедеш Дмитро Володимирович (1980 року народження, мешканець Донецька), двоє останніх з 2005 р. разом з Гавриленком працювали у Києві провідними менеджерами «Вікойлу».
Свого роду «дочірнім мікрохолдингом» від «Континіуму» в 2005—2010 роках була група підприємств «Вик оил» (інший варіант — «Вік ойл»), мережа схожих за назвою фірм з центром у Києві. Першим з них 20 лютого 1995 року зареєстровано ТзОВ «Вик оил». Останній директор цього ТзОВ Алісов Сергій Миколайович ініціював процедуру банкрутства фірми, 14 червня 2011 року її було ліквідовано. 18 вересня 2000 року за підтримки «Континіума» зареєстровано ТзОВ «Вік-ойл», директором став Бєльський Євген Олександрович (згодом фірма реорганізована в іншу структуру). Також 4 лютого 2003 року в Києві зареєстровано ТзОВ «Вікойл», директором з 2010 до 2017 року був Кобозов Віталій Леонідович, з 2020 року фірму очолює Кузьмич Ірина Олександрівна.
11 грудня 2002 року в Києві була зареєстрована філіальна фірма — «Дочірнє Підприємство Вик Оил-Київ», першим директором став Федченко Віталій Григорович. Згодом наступний директор Завальний Валерій Миколайович та його оточення розпочали процедуру банкрутства, внаслідок чого 25 червня 2011 року фірму визнано банкрутом, та 18 жовтня 2011 року було офіційно ліквідовано.
Керівником холдингу «Вік-ойл», а також директором його центральної фірми — заснованого 1995 року Закритого акціонерного товариства «Вик Оил» (до 2010 року адреса центрального офісу — м. Донецьк, вул. Східна, 6а) до 2005 року був бізнесмен Солоха Сергій Миколайович (останній пізніше очолив фірму «Востокинвест» у м. Горлівка), а у 2005—2010 роках директором був бізнесмен Гавриленко Микола Миколайович, який 2015 року став гендиректором АТ «Укртранснафта», а у січні 2019 року став директором нафтового дивізіону ЗАТ «Нафтогаз-Україна». Надалі ЗАТ «Вик Оил», переведене 2010 року з Донецька до свого дочірнього офісу в Києві, очолював Туник Іван Семенович (1954 року народження, мешканець Полтави); цю структуру також було ліквідовано 14 червня 2011 року.
Перед цим, у кінці 2010 року холдинг «Вік ойл» купили нові власники, вивівши його з-під впливу «Континіуму». Тим не менше, ще 26 лютого 2010 року дочірню фірму цього холдингу — ТзОВ «Вік оіл» було зареєстровано у м. Володимир-Волинський на Волині, у традиційній сфері впливу «Континіуму», де вдалося взяти під контроль Володимир-Волинську нафтобазу.
Крім того, за ініціативи Миколи Гавриленка, тодішнього директора ЗАТ «Вік-ойл», у 2007 р. було засновано Волинський регіональний департамент «Вік-ойлу», з центром у Луцьку (основні функції: дрібногуртова реалізація нафтопродуктів зі складу ДП «Мотор», підбір персоналу, робота з покупцями по продажу нафтопродуктів), його першим керівником у 2007—2008 роках був Власюк Іван Миколайович (1976 року народження, з Луцька), який у 2008 р. перейшов на ТзОВ «Восток» м. Київ на посаду головного менеджера відділу розвитку.
Також за ініціативою Миколи Гавриленка, як дочірня структура його холдингу, 2 березня 2009 року було зареєстровано ТзОВ «Укрространсойл», яке очолив директор Кравчук Олексій Володимирович, котрого пізніше замінив Шпачук Олег Аркадійович, перед тим — директор компанії «Транс-магістр».
Також 2 серпня 2010 р. за участю киянина Сєрєбрєннікова Дениса Вікторовича за його домашньою адресою в Києві було зареєстровано ТзОВ «Укройлтрейдінг», яке було створено на заміну раніше існуючої бізнес-структури, а у 2011 р. це ТзОВ змінило адресу з Києва на м. Луцьк. Засновниками стали лучани Підгайко Олександр Георгійович (1978 року народження, починав роботу з Луцька, з 2006 року живе в Києві), Шубка Сергій Петрович (1953 року народження) та Шубка Олександр Петрович (1963 року народження) — колишні працівники «Континіума». Сестра останнього — Шубка Ліліана Петрівна (1972 року народження, з Луцька) зареєструвала та очолила 19 липня 2006 року ТзОВ «Віп-ойл». Згодом бенефіціарами та власниками ТзОВ «Укройлтрейдінг», яке встигло поміняти адресу з Луцька на Львів, стали двоюрідні брати з Луцька: Шубка Василь Сергійович та Шубка Антон Олександрович. Фінансовим директором стала Бондар Ангеліна Олександрівна (1982 року народження, родом з м. Ковель).
Ще один колишній представник керівництва «Континіума» — Шубко Олександр Олексійович (1962 року народження, уродженець м. Нововолинськ) 7 жовтня 2002 року зареєстрував у Луцьку приватне підприємство «Захід-транс» (код ЄДРПОУ 32144669), а у 2006 р. зареєстрував у Києві ТзОВ «Нафтабудсервіс». Останнє підприємство було звинувачено рішенням Тернопільського обласного суду в умисному ухиленні від податків.

## Розвиток структурних підрозділів
Показником успішності бізнесу директора "Континіуму" Ігоря Єрємєєва та його команди став досить активний розвиток структурних підрозділів його компанії. Завдяки цьому якомога більше областей України, в основному - західна частина, були охоплені впливом "Континіума".
Серед перших, 1 жовтня 1999 року в Чернівцях зареєстровано ТзОВ "Західна нафтова група" в м. Чернівці (першим директором став Немцов Сергій Григорович, 1957 р. н., мешканець м. Чернівці, наступним директором був Садовник Віктор Феодосійович, 1965 р. н., мешканець Чернівців), наступним 2000 року в Мукачево зареєстровано ЗАТ "Корпорація ЗНГ-Карпати" (директор Олексин Роман Васильович), згодом 30 жовтня 2002 року в Луцьку було зареєстровано ТзОВ "Барель", директором стала Кримчук Ольга Дмитрівна (1959 року народження, мешканка Гнідави), а заступником директора та засновником став Кацевич Сергій Іванович (1961 року народження, з Луцька). Далі, 3 грудня 2002 року в Луцьку зареєстровано ТзОВ "Континіум-Укр-Ресурс" (перший директор - Новак Юрій Богданович, 1964 року народження, уродженець містечка Млинів Рівненської області, далі фірму очолювали Михайлик Марія Георгіївна, 1980 року народження, уродженка м. Любомль, а головними бухгалтерами були Шубка Вікторія Сергіївна, 1979 року народження, та Топольська Вікторія Петрівна, 1979 року народження).  
Серед інших дочірніх підприємств "Континіума" найбільш відомими стали засноване у числі перших 5 лютого 2003 року у Луцьку ТзОВ "Торговий дім Континіум-Галичина" (перший директор - Вороніна Людмила Матвіївна, 1972 року народження, жителька Луцька, далі директорами були Підгорний В'ячеслав Євгенійович, 1970 року народження, киянин, Пилипенко Олександр Володимирович, та Кривошей Ігор Миколайович, а бухгалтером та комерційним директором був Власюк Юрій Петрович, 1971 року народження, уродженець містечка Луків Турійського району, нині мешканець села Піддубці Луцького району, фірма ліквідована 2015 року), а також наступні структури: зареєстроване 7 листопада 2003 року дочірнє підприємство ТзОВ "Західна нафтова група" - ТзОВ "ЗНГ-Житомир" (с. Довжик Житомирського району, директор - Шлангоф Олександр Станіславович, 1974 року народження, уродженець Луцька, який у 2003 р. також заснував ТзОВ "ВОГ Рітейл" у м. Житомир), зареєстрована 30 січня 2004 року Львівська філія ТзОВ "Торговий дім Континіум-Галичина" (директор - Карапата Наталія Григорівна, у 2009 р. перейшла у ТзОВ "Континент-нафтотрейд"), засноване 2004 року також у Луцьку ТзОВ „Континіум Трейд” (напрямок діяльності - рітейл, гіпермаркети «Там Там», «Там Там експрес» у Луцьку, перший директор - Морозова Олена Миколаївна, перший комерційний директор - Лігун Андрій Іванович, 1976 року народження, фінансовий відділ очолювали Карпюк-Таранова Оксана Петрівна, 1982 року народження, та Супрун Роман Богданович, 1984 року народження), ТзОВ "Укрпостач-Нафтотрейд" (директор - Кльоц Андрій Євгенійович, 1978 року народження, мешканець Луцька), зареєстроване 28 липня 2005 року в Луцьку ТзОВ "Континент нафто трейд" (перший директор - Фокін Ігор Сергійович, 1963 року народження, мешканець Луцька), зареєстроване 16 серпня 2005 року в Луцьку ТзОВ "Нафтотрейд Ресурс (перший директор - Леуш Віктор Борисович, 1974 року народження, мешканець Луцька), ТзОВ "Континіум-Укрнафто-Ресурс" (зареєстровано 12 серпня 2005 року, проіснувало до 2014 року, перший директор - Хурава Олександр Миколайович, 1977 року народження, помічник директора - Підгайко Олександр Георгійович, 1978 року народження, який перевівся з нафтового департаменту ТзОВ «Континіум–Укр–Ресурс»), з 2006 року  ТзОВ "Вест ойл груп" у Луцьку (директор Романів Михайло Петрович), ТзОВ “Континіум-Льон-Контракт-Мрія” (перший директор - Рабан Микита Тарасович), а також два товариства з додатковою відповідальністю: "Континіум-траст-інвест" (перший директор - Слабенко Олександр Іванович, 1968 року народження, мешканець Луцька), та "Континіум-траст-компані" (перший директор - Денисюк Богдан Іванович, 1956 року народження, мешканець Луцька).
У цей же період, у 2004-2005 рр. були відомі філіали: ТзОВ "Луцька база нафтопродуктів" (Чернов Микола Миколайович), "Євронафта-Д" (у м. Дніпропетровську, перший директор - Лис Ігор Богуславович, 1971 року народження, мешканець Луцька, який на основі цієї структури 16 березня 2009 року зареєстрував приватне підприємство "Дніпропетровська філія ТзОВ "Континент нафто трейд"), Дубнонафтопрподукт (Дуб Василь Тимофійович, 1951 р. н., з Дубно), Тернопільнафтопродукт (Варварчук Андрій Максимович, 1948 р. н., мешканець Тернополя), Галичина-Крим (Плешивцев Сергій Львович, 1970 р. н., мешканець Симферополя), Вест ойл (директор Вантух Олександр Йосипович, 1969 р. н., уродженець Хмельницького), Поларі-Львів (Кравець Володимир Михайлович), Білогіря нафтопродукт (Кулеба Олександр Дмитрович, 1976 р. н., уродженець с. Погарщина), ЗНГ-Київ (Парахонько Вадим Миколайович, 1963 р. н., уродженець м. Ірпінь),  СП Львів-Петроліум (Кравець Анатолій Олександрович),та інші.
Також представник "Континіуму" - бізнесмен Поета Анатолій Костянтинович (1959 року народження, мешканець Луцька) зареєстрував та очолив у Львові 19 травня 2005 року фірму "Представництво Вест Енерджі Інвестментс Лімітед", але вже 2008 року фірму було ліквідовано.
13 квітня 2006 року в м. Мукачево було зареєстровано фактичне дочірнє підприємство "Континіума" - філія "Інвест ойл" ТзОВ "Галицький нафтовий холдинг", директором став Ільків Олександр Дмитрович; згодом на базі останнього під керівництвом Ільківа зареєстровано підприємство "Закарпатський нафтовий холдинг" у м. Мукачево. 
У Львові 10 серпня 2005 року менеджер Шишкін Олександр Васильович зареєстрував також фактичне дочірнє підприємство "Континіума" - ТзОВ "Прикарпатський нафтовий холдинг". Ним же у Львові 5 лютого 2009 року зареєстровано приватне підприємство з торгівлі паливом "Коморра".
Колишній фінансист "Континіуму" Власюк Іван Миколайович (1976 року народження, з Луцька) 21 червня 2006 року зареєстрував ТзОВ «Західний нафтовий холдинг» у м. Луцьк (згодом адресу реєстрації ТзОВ «Західний нафтовий холдинг» було змінено на м. Одеса), у 2006-2007 роках працював його першим директором, але вже в 2007-2009 роках директором цього ТзОВ була Яскорська Ніна Іванівна (1957 року народження, жителька Луцька).  Родич останньої - бізнесмен Яскорський Олександр Іванович (1977 року народження, мешканець Луцька) до 2008 року очолював ліквідоване тоді ж ТзОВ "Західгазресурси" (м. Луцьк), у цей же період був керівником комерційного відділу "Континіуму", з лютого по червень 2013 року числився головним розпорядником коштів компанії "West Traiding & Marketing Oil Corp".
Згідно з відкритими даними ЄДРПОУ, нові самостійні фірми або дочірні структури заснували або очолили ще кілька окремих відомих менеджерів "Континіума", мешканці Луцька: Барановський Володимир Володимирович (1976 року народження, у 2003 р. заснував дочірню структуру "Континіуму" в м. Дніпропетровськ - ТзОВ "Дніпр-Континіум"), Шабунін Віктор Олексійович (1978 року народження, 4 травня 2006 року разом з Русланом Повєткіним виступив засновником ТзОВ "Нафта-Україна" у Житомирі), Лугінін Володимир Володимирович (1977 року народження), Лис Сергій Богуславович (1978 року народження, до 2006 року разом з його колегою Володимиром Лугініним числився засновником ТзОВ "Алседо ЛТД" у Луцьку), Рибка Володимир Володимирович (1976 року народження, у 2003–2004 рр. був фахівцем з постачання паливно-мастильних матеріалів нафтового департаменту ТзОВ «Континіум–Укр–Ресурс», у 2004-2008 рр. працював директором Хмельницької філії ТзОВ «ТД «Континіум Галичина", у 2008 р. заснував та очолив приватне підприємство "Медіа Прожект"), Кушіль Олег Любомирович (1978 року народження, заснував 7 жовтня 2002 року Тзов "Торговий дім Галичина-Крим", у м. Сімферополь, директором став Сергій Плешивцев), Шлангоф Владислав Володимирович (1974 року народження), Карунас Ігор Костянтинович (1971 року народження, заснував 17 січня 2006 року у Луцьку ТзОВ "Українські будівельні системи"), Сиротинська Ольга Миколаївна (1980 року народження, керівник фінансового відділу ТзОВ «Континіум–Укр–Ресурс»), Голоюх Сергій Васильович (1978 року народження, мешканець Луцька, до 2013 р. менеджер у ТзОВ «Континіум-Траст-Компані», у 2013-2014 рр. працював директором ДП "Волиньторф"), його шкільний товариш та компаньйон Підгайко Олександр Георгійович (1978 року народження, до 2006 року - аналітик нафтового департаменту ТзОВ «Континіум–Укр–Ресурс», у 2009-2010 рр. був начальником відділу продажів "Укрространсойлу", в 2010-2012 рр. виконачий директор "Укройлтрейдінгу", далі працював помічником директора "Київпаливо" Станіслава Таранчука, у 2016-2020 рр. був уповноваженою особою з правом підпису у створеному за участі Партії регіонів ТзОВ "Європейська інвестиційна фінансова група" у Києві), та інші.

## Співпраця з
- Торговий дім Континіум-Галичина
- «Західна нафтова група» (англ. West Oil Group)
- «Континент Нафто Трейд» (ТМ WOG)
- ТОВ «Золотий екватор» (ТМ WOG)
- «Вест Ойл Груп»
- Західна молочна група (ТМ КОМО)[12]
- ТОВ "Клуб сиру" (ТМ "Клуб сиру")
- Молочна компанія Галичина[1]
- Херсонський нафтопереробний завод[13]
- Різні інші диверсифіковані бізнеси.

## Колишні партнери
- Нафтопереробний комплекс-Галичина (НПК-Галичина) — у 2006 році Єрємєєв продав свою частку в компанії групі «Приват» (власники Ігор Коломойський та Генадій Боголюбов).
- Банк "Надра" [14] - У 2010 році Єрємєєв та його бізнес-парнтер Сергій Лагур продали свою частку акцій (понад 30 відсотків) в банку групі Group DF (власник Дмитро Фірташ).[15]